# Cool Gardens
Cool Gardens je kniha poezie od Serje Tankiana, frontmana kapely System of a Down. Vydalo ji MTV Books 1. října 2002. Kniha je sbírka sedmi až osmi let z Tankianova života, ilustrace provedl Sako Shahinian. Básně, stejně jako písničky System of a Down, obsahují odraz společnosti a lidských chyb. Ukazuje, co lidé dělají sami sobě a jak kontrolují ostatní, aby se udrželi na vrcholu.
Kniha byla v umělecké společnosti velmi chválena.
Jeho kolega básník a muzikant Saul Williams napsal následující komentář o Serji Tankianovi:

Serj's words, like his voice, have a distinct aesthetic sensibility connected to an unyielding, visceral roar of passion. His capacity 'to mock a killing bird' while we wonder at the grace, beauty, and colorful range of his wingspan will be the trademark of both of his singing and writing careers. Serj is an amazing artist, full of passion, with a beautiful heart that pumps the essence of his vision and talent

## Seznam básní
- Prenatal Familiarities
- From Words To Portraits
- Mer
- Businessman vs. Homeless
- A Metaphor?
- Duty Free Fear
- Day Or Night
- Matter
- The Count
- Wet Flower
- Mercury
- City Of Blinds
- Compassion
- Brain Waves
- Compliment
- Rain
- Subatomic Music
- Days Inn
- Partial Moons
- Soil
- The Void
- Sun Bear
- Kevorkian Patient's Plee
- I Don't Want To Shower
- Desystemization
- Mix
- Information
- Silence
- Tars
- Nil
- Reality The Beautiful
- Jeffrey, Are You Listening?
- Freezing
- Pen
- Fermented Husbands
- Artco.
- Indentured Servitude
- Dawn
- Conquer?
- Circus Tiger
- Friik
- PsychiatryPsychiatry
- Orange Light
- Words Of A Madman
- My Words
- Misunderstood Rose
- Defeatism
- Children
- Prop. 192
- Child's Man
- I Am My Woman
- Overload
- Time For Bed
- Am
- Identity
- Permanently Plucked
- Shine
- Now
- Self Elimination
- New Ear
- Dr. Trance
- Puzzle
- Death
- A Mess
- Felix The Cat
- Revolution
- A Letter To Congress
- Data
- Minute Horizons
- Art
- Primrose
- Touche'
- Life Savers
- Nations
- One Word
- Lighter
- Addiction
- 12 Lives
- House Of Flies
- Cat Naps
- Culture
- NYC
- I Am Ready
- Her Eye
- Edge Of A Sink
- I'm Erica
- First Entry
- Flux